# Marindolsko Brdo
Marindolsko Brdo es una localidad de Croacia en el ejido de la ciudad de  Slunj, condado de Karlovac.

## Geografía
Se encuentra a una altitud de 310 m s. n. m. a 108 km de la capital nacional, Zagreb.

## Demografía
En el censo 2011, el total de población de la localidad fue de 59 habitantes.
| Gráfica de población de Marindolsko Brdo 1857-2011                  |
|                                                                     |
| Según los censos de población de la oficina estadística de Croacia. |